# キオスのヒポクラテス

ヒポクラテスの三日月。 円積問題の部分解でヒポクラテスにより提案された。黒い部分は三角形ABCと等積である。円積問題の完全な解は定規とコンパスによる作図では不可能である。

キオスのヒポクラテス（ギリシャ語: Ἱπποκράτης ὁ Χῖος、英: Hippocrates of Chios、およそ紀元前470年 - およそ紀元前410年）は古代ギリシアの数学者、幾何学者、天文学者。
ヒオス島に生まれ、商人をしていた。海賊か詐欺税関職員に強盗されるなどのいくつかの災難にあった後、訴訟のためにアテネに行き、そこで一流数学者になった。
キオスにて、ヒポクラテスは数学者兼天文学者のエピノデスの弟子となったと推測される。ヒポクラテスの数学の功績は、キオス島の隣のサモス島に本拠地を置いていたピタゴラス教団の影響を大いに受けた。"para-Pythagorean"（準ピタゴラス派）、哲学的"fellow traveler"（同行者）と評されている。帰謬法や背理法のような"Reduction"の論証と直線の長さの2乗を表す"power"（冪乗）と言う言葉の使用は、彼まで遡る。

## 数学
ヒポクラテスの最も主要な功績に、Elements（Στοιχεῖα, Stoicheia）と呼ばれる、基本的な定理をまとめた最初の幾何学の教科書がある（エウクレイデスの書いた『原論』の前身）。それ以来、古代の世界中の数学者が、原理的には共通の概念、方法、定理の枠組みを構築し、数学の科学的な進歩を刺激することになった。
ヒポクラテスの Elements は、現在ではたったひとつの有名な断片が存在するのみで、これはキリキアのシンプリキオスの作品に埋め込まれている。この断片には、現在ヒポクラテスの三日月と呼ばれる図形の面積の計算が書かれている。これは、円積問題の研究プログラムの一つだった。ヒポクラテスは円積問題を解決するには至らなかったが、初めて直線からなる図形と曲線から成る図形の面積の等価性を証明した者となった。 円積問題は1882年にフェルディナント・フォン・リンデマンの{\displaystyle {\sqrt {\pi }}}の超越性の証明によって解決された。
ヒポクラテスの時代の後、少なくとも4人の数学者が独自の Elements を著作し、用語と論理構造を着実に改善した。このようにして、ヒポクラテスはエウクレイデスの原論（紀元前325年頃）の基礎を築いた。ヒポクラテスは命題の中で、（三角形ABCが、頂点をA,B,Cとする三角形を指すというように）幾何学的な点と図形を指すために、文字を使ったと考えられている。
ヒポクラテスによる数学への他の貢献には、立方体倍積問題への挑戦と、別のより簡単で一般的な問題を解くことである問題を解決する"reduction"論法の技術を発明したことがある。

## 天文学
天文学の分野では、ヒポクラテスは彗星と銀河系の現象の説明を試みた。彼の考えは明確には伝えられていないものの、 どちらとも太陽や星から排出された水分による光の屈折の結果で起きた錯覚であると考えたと言われている。ヒポクラテスが、光線は対象からではなく目から出されていたと考えていたということは、彼の考えの奇抜さを強めている。